# Eleccions al Consell Insular de Menorca de 2007
Les eleccions al Consell Insular de Menorca de 2007 foren una cita electoral que se celebrà el 27 de maig de 2007. Tenien dret de vot tots els ciutadans majors de 18 anys empadronats a Menorca abans de l'1 de març de 2007, un nombre de 62.991. Es tracten de les primeres eleccions al Consell Insular de Menorca directes i amb llistes pròpies i diferenciades, ja que des del restabliment de la democràcia, la tria dels consellers insulars s'havia realitzat d'acord amb els resultats electorals de les eleccions autonòmiques a la circumscripció corresponent.

## Candidatures
Totes les candidatures van ser presentades a la Junta Electoral Central escaient i aprovades. A més, van ser publicades al Butlletí Oficial de les Illes Balears (BOIB).
| Candidatura | Candidatura                                                   | Cap de llista           |
| ----------- | ------------------------------------------------------------- | ----------------------- |
|             | Partit Popular (PP)                                           | Josep Seguí Díaz        |
|             | Partit Socialista de les Illes Balears (PSIB-PSOE)            | Joana Barceló Martí     |
|             | Esquerra de Menorca-Esquerra Unida (EM-EU)                    | Jesús Barrasa Aceituno  |
|             | Partit Socialista de Menorca-Els Verds de Menorca (PSM-VERDS) | Antònia Allès Pons      |
|             | Unió de Centristes de Menorca (UCM)                           | Federico Álvarez Vinent |
|             | Ciudadanos en Blanco (CenB)                                   | Ana María Royo Sanvisén |

## Resultats
Els resultats no variaren gaire en percentatge entre els principals partits i la distribució del Consell fou idèntica a la de 2003. El PP aconseguí 6 consellers, els mateixos que el PSOE. PSM-Verds mantengué la consellera que tenia.
| Partit                                     | Partit                                            | Vots   | %     | Escons | +/– |  |
| ------------------------------------------ | ------------------------------------------------- | ------ | ----- | ------ | --- |  |
|                                            | Partit Popular                                    | 15.027 | 40,92 | 6      | =   |  |
|                                            | Partit Socialista de les Illes Balears            | 14.897 | 40,57 | 6      | =   |  |
|                                            | Partit Socialista de Menorca-Els Verds de Menorca | 3.350  | 9,12  | 1      | =   |  |
|                                            |                                                   |        |       |        |     |  |
|                                            | Esquerra de Menorca-Esquerra Unida                | 1.615  | 4,40  | 0      | =   |  |
|                                            | Unió de Centristes de Menorca                     | 745    | 2,03  | 0      | =   |  |
|                                            | Ciudadanos en Blanco                              | 281    | 0,77  | 0      | =   |  |
| Total                                      | Total                                             | 35.915 | n/a   | 13     | =   |  |
|                                            |                                                   |        |       |        |     |  |
| Vots vàlids                                | Vots vàlids                                       | 36.720 | n/a   |        |     |  |
| Vots nuls                                  | Vots nuls                                         | 255    | 0,69  |        |     |  |
| Participació                               | Participació                                      | 36.975 | 58,70 |        |     |  |
| Cens                                       | Cens                                              | 62.991 |       |        |     |  |
| Font: Junta Electoral de les Illes Balears |                                                   |        |       |        |     |  |

PSOE i PSM-VERDS arribaren a un acord perquè Joana Barceló fou investida presidenta del Consell per als quatre anys següents.

## Consellers electes
- Antònia Allés Pons (PSM-EN-Els Verds)
- Joana Maria Barceló Martí (PSOE)
- Kadja Benedicto Schoemer (PP)
- Damià Borràs i Barber (PSOE)
- Antoni Camps Casasnovas (PP)
- Àngeles Caules Fuentes (PSOE)
- Juan Domínguez Aguado (PP)
- Maria Susana Gomila Sans (PSOE)
- Maríana López Oleo (PP)
- Joan Marqués Coll (PSOE)
- Marc Isaac Pons Pons (PSOE)
- Juana Francisca Pons Vila (PP)
- Josep Seguí Díaz (PP)
- Pedro Hernández Traid (PP)
- Noemí Gomila Carretero (PSOE)
- María Salomé Cabrera Roselló (PP)

En el Ple de dia 18.2.2008 es dona compte de la renúncia al càrrec de consellera de la senyora Kadja Benedicto Schoemer.
En el Ple de dia 17.3.2008 pren possessió com a conseller el senyor Pedro Hernández Traid, en substitució de la senyora Kadja Benedicto.
En el Ple extraordinari i urgent de dia 12.9.2008 es pren en consideració la renúncia al càrrec de presidenta i consellera de la senyora Joana M. Barceló Martí.
En el Ple extraordinari i urgent de dia 18.9.2008 pren possessió com a consellera la senyora Noemí Gomila Carretero, en substitució de la senyora Joana M. Barceló.
En el Ple extraordinari i urgent de dia 18.09.2008 és elegit en 1a votació i pren possessió com a president el senyor Marc Pons Pons.
En el Ple extraordinari de dia 7.10.2008 es pren en consideració la renúncia al càrrec del senyor Josep Seguí Díaz.
En el Ple ordinari de 20.10.2008 pren possessió com a consellera la senyora María Salomé Cabrera Roselló.